# أناتولي ايفانوف
أناتولي ايفانوف هو مدرب كرة قدم ولاعب كرة قدم روسي في مركز حراسة المرمى، ولد في 25 مايو 1940. لعب مع نادي روستوف أون دون.